# Бродницы
Бродницы — деревня в Суздальском районе Владимирской области России, входит в состав Павловского сельского поселения.

## География
Деревня расположена на берегу пруда на речке Сдеришка (приток Рпени) в 13 км на юг от центра поселения села Павловское и в 8 км на север от города Владимир, на юге примыкает к посёлку Садовый.

## История
Село Бродницы упоминается в актах второй половины XVII столетия в числе сел, находившихся в патриаршей вотчине. Церковь здесь в первый раз построена в 1673 года и освящена в честь святых праведных Богоотца Иоакима и Анны. В 1859 году на средства прихожан в селе была построена деревянная церковь с колокольней, престол в ней был один в честь Богоотца Иоакима и Анны. В годы Советской Власти церковь была утеряна. 
В конце XIX — начале XX века село входило в состав Борисовской волости Владимирского уезда. В 1859 году в селе числилось 50 дворов, в 1905 году — 59 дворов.
С 1929 года деревня входила в состав Сеславского сельсовета Владимирского района, с 1965 года — в составе Сновицкого сельсовета Суздальского района, позднее — Садового сельсовета, с 2005 года — в составе Павловского сельского поселения.

## Население
| 1859 | 1905 | 1926 |
| ---- | ---- | ---- |
| 280  | 316  | 224  |

| 1859 | 1905 | 1926 | 2002 | 2010 | 2021 |
| ---- | ---- | ---- | ---- | ---- | ---- |
| 280  | ↗316 | ↘224 | ↘87  | ↗108 | ↗115 |